# 극동건설
극동건설(極東建設, Kuk Dong Engineering & Construction Co., Ltd.)은 1947년 김용산이 설립한 건설회사이다. 현재 문정동 사장과 박용득 사장이 극동건설의 공동 대표이사이다. 부산광역시 남구에 본점이 있으며 서울특별시 마포구에 서울사무소가 있다. 동아건설산업(1945), 삼환기업(1946), 현대건설(1947)과 함께 국내에서 가장 오래된 업력을 가진 종합건설기업이다. 2023년 기준 토건 시평액 5,310억 원으로 시공능력평가 68위이다. 참고로 극동건설의 본사가 있던 극동빌딩은 남산스퀘어빌딩으로 이름이 변경됐다.

## 역사
극동건설의 전신은 1947년 창업자 김용산 회장이 세운 대영건설사다. 대영건설사는 1953년 극동건설(주)로 이름을 바꿨다. 극동건설은 1954년 남대문시장 신축공사를 맡았다. 1956년 서울시민회관을, 1967년에는 대연각 호텔을 각각 지었다. 1970년대 들어 아산방조제, 서울지하철 1호선, 남양방조제 등 정부가 발주한 공사를 잇따라 따내며 사업 영역을 넓혔다. 1970년대 극동건설은 현대건설, 대림산업, 삼환기업, 삼부토건 등과 함께 ‘건설 5인방’으로 불리며 업계를 주도했다. 1986년 신군부에 의해 해체된 국제그룹 계열사인 국제상사의 건설부문(국제종합건설)을 인수했다. 같은 해 동서증권과 동서경제연구소를 인수하며 금융업에 진출했다. 동서증권, 국제종합건설을 인수하며 무리하게 자금을 지출하였고, 굵직한 건설을 꾸준히 해왔던 극동건설은 외환위기 직후인 1997년과 1998년 두 회사가 잇따라 부도를 내면서 경영난에 빠졌다. 극동건설도 1998년 부도 처리됐고 이 해 7월 법정관리에 들어갔다. 2003년 6월 극동건설은 1700억 원에 외국계 투자회사인 론스타에 인수됐다. 이 해에 극동건설은 법정관리 절차를 마쳤다. 2007년 웅진그룹의 지주회사인 웅진홀딩스(현 주식회사웅진)가 론스타로부터 극동건설을 인수하면서 지배주주가 됐다. 2013년 2월 극동건설은 웅진그룹으로부터 독립하였고, 법정관리도 마쳤다. 2017년 12월 본점을 충청남도 공주시 유구읍에서 부산광역시 연제구로 이전하였다. 현재는 부산 남구에 본사를 두고 있다.

## 현황

### 프로젝트
극동건설은 1954년 남대문시장 신축공사를 맡았고, 1956년 서울시민회관을, 1967년에는 21층 짜리 대연각 호텔을 지었으며, 1970년대 아산방조제와 서울지하철 1호선, 남양방조제, 1969년 경부고속도로, 1970년 포항종합제철항 등 정부가 발주한 사업을 했으며, 한국고속철도 부산역과 울산역, 서경주역, 나원역(동해선), 한강의 방화대교, 말레이시아의 페트로나스빌딩을 지었다.

### 본점 및 지점 현황
- 본점: 부산광역시 남구 수영로 295, 401호
- 서울사무소: 서울특별시 마포구 마포대로 163, 8층 (공덕동)
- 해외지사: 카자흐스탄 알마티지사와 베트남 하노이 사무소를 포함, 많은 국가에 해외지사를 두고 있다.

## 브랜드
아파트 브랜드 "극동 스타클래스"를 가지고 있다. 2005년 8월 론칭된 브랜드로, 스타클래스(starclass)의 모기업 극동건설의 기업브랜드를 결합했다.
- Brand Name : 밤 하늘에 밝게 빛나는 'STAR'와 진정한 아름다움 삶을 향유하는 품격 있는 계층을 상징하는 'CLASS'를 결합한 것으로 아름다운 삶을 위한 첨단 기술과 감성적인 풍요로움으로 가득한 감성주거공간을 의미

## 사이트
- 극동건설 홈페이지
- 극동스타클래스 브랜드 홈페이지

## 수상경력
2015
- 대한민국 녹색경영대상' 친환경건설부문 환경부장관 표창

2011
- 제11회 그린주거문화대상 마케팅부문 대상 (스타클래스 남산)
- 아시아건설종합대상 고객만족상 (스타클래스 남산)
- 캄보디아정부 대십자 훈장
- 환경 우수현장 한국도로공사 표창

2010
- 제6회 대한민국 건설문화대상 서울특별시장 표창
- 환경부장관 표창
- 하반기 주거문화대상 우량기업부문 대상
- 건설협력증진대상 공로부문
- 대통령 표창 (경부고속철도 2단계 건설)
- 녹색건설산업대상 대기업 경영부문 우수상

2009
- 그린주거문화대상

2008
- 제3회 친환경 건설대상
- 건설협력증진대상 국토해양부장관 표창
- 한국건축문화대상 (서울대학교 R&D센터)
- 캄보디아정부 산업훈장

2007
- 하반기 주거문화대상 (타운하우스부문 대상)
- 행정중심복합도시 공동주택지 건축설계공모 당선(P7지역)

2006
- 철탑산업훈장
- 건설협력증진대상 공로부문

2005
- 제5회 fn 하우징 파워브랜드 대상 (스타클래스)

2004
- 대통령 표창 / 경부선 부산역사 증축 기타공사 준공

2001
- 철탑산업훈장 (밀양 다목적댐 건설)
- 대통령 표창 / 제10회 건축상 (대구월드컵경기장 건설)

2000
- 철탑산업훈장 (중앙고속도로 건설)

1999
- 철탑산업훈장 (아산공업용수도 건설)
- 탑산업훈장 (수도권 광역상수도 건설)

1997
- 말레이시아 Petrones Twin Tower 준공, 준공 당시 세계 최고층 건축물로 기록

1993
- 제5회 국제건설상 동상

1987
- 한국건축가협회상 (단국대 퇴계기념중앙도서관, 단국대 천안캠퍼스 학생회관)

1985
- 철탑산업훈장 (서울지하철 건설공사)

1981
- 동탑산업훈장

1975
- 제14차 아시아-서태평양 건설인대회 토목부문 금상(아산만방조제 공사)

1974
- 철탑산업훈장 (아산만, 남양만방조제 공사)

1970
- 석탑산업훈장 (경부고속도로 건설공사)

## 역대임원
대표이사 회장
- 김용산 (1972~1998)
- 송인회 (2010~2012)

대표이사 수석부회장
- 김명근 (1994~1997)

대표이사 부회장
- 김명근 (1985~1994)
- 김세중 (1994~1998)

대표이사 사장
- 김용산 (1953~1972)
- 김명근 (1972~1985)
- 김홍중 (1985~1986)
- 김세중 (1988~1994)
- 김천만 (1994~1998)
- 한용호 (2003~2005)
- 김종명 (2005~2007)
- 안인식 (2007~2009)
- 윤춘호 (2009~2012)
- 강의철 (2012)
- 박상철 (2014~2016)
- 조기붕 (2016~2017)
- 남관우 (2017)
- 임정 (2017~2018)
- 송범 (2018~2019)
- 문정동 (2019~ )
- 박용득 (2023~ )

대표이사 부사장
- 김세중 (1987~1988)
- 김천만 (1993~1994)
- 김정훈 (2012~2014)

관리인
- 심상수 (1998~2000)
- 구명준 (2000~2003)

## 사건

### 극동그룹의 국제상사 건설부문과 동서증권 인수
“전두환 정부가 국제그룹 해체를 지시한 것은 기업 활동의 자유를 침해한 것으로 위헌" 때문에 양정모회장의 국제그룹이 매각되었다. 당시 국제그룹은 대표적인 회사였으나, 제일은행이 밝힌 그룹 해체의 표면적인 이유는 무리한 기업 확장과 해외 공사 부실 등이었다. 그러나 양정모 회장이 전두환 정부에 밉보여 그룹이 해체됐다는 것이 재계의 정설이다. 당시 재계에서는 ‘총선 때 국제그룹의 협조가 부족했다’ ‘전두환 대통령이 주최한 만찬에 양 회장이 폭설로 늦게 참석했다’라는 이유로 국제그룹이 해체되었다.
그리고 나서 1985년 국제그룹의 주거래은행인 제일은행이 ‘국제그룹 정상화 방안’을 발표했다. 이 방안에 따라 국제상사 건설부문과 동서증권은 극동건설그룹으로, 연합철강은 동국제강그룹으로, 나머지 계열사는 한일그룹으로 각각 인수됐다. 성신토건과 국제토건은 청산됐다.

### 극동건설 1차 법정관리
65년의 역사를 가진 극동건설은 1947년 대영건설로 창립해 1953년 현재의 사명으로 변경했다. 지난 1950~1960년대 전후복구사업으로 성장의 발판을 마련했으며, 1970년대 사우디아라비아 등 해외시장에 적극적으로 진출해 해외건설 붐을 주도했다.
이후 1986년 동서증권을 인수하는 등 금융업까지 진출하며 재계 30위권에 들어서는 등 전성기를 맞았다. 하지만 외환위기(IMF) 이후 사정은 극도로 악화됐다.
금융권에 진출한 것이 부도의 원인이 된것이다.
결국 동서증권의 유동성 위기를 극복하지 못한채 1998년 3월 극동건설은 법정관리를 신청하며 첫 번째 시련을 맞게 됐다.
이후 고강도 구조조정 등 자구안을 실행한 극동건설은 6년만인 2003년, 법정관리를 졸업했다. 특히 같은해 미국계 사모펀드인 론스타를 새주인으로 맞으며 부활을 꿈꿨지만
론스타와 극동건설의 인연은 길지 않았다. 그리고 2007년 웅진그룹의 윤석금회장이 6600억원을 들여 극동건설을 인수하게 된다. 하지만 웅진그룹은 극동건설을 인수한 후 여러 계열사와의 시너지효과 증대 등을 꾀하며 부활을 시도했지만 2008년 글로벌 금융위기가 찾아오며 무산되고 만다.
특히 주택개발사업을 위해 빌린 프로젝트파이낸싱(PF)부실로 경영위기를 맞았다. 이후 얼마안가 극동건설의 2차 법정관리가 또다시 일어난다.

### 극동건설 2차 법정관리
2012년 웅진그룹은 유동성 위기를 겪는 극동건설을 살리기 위해 알짜 계열사인 웅진코웨이 매각을 시도하는 등의 초강수 카드를 꺼내 들었다.
하지만 웅진코웨이 매각 과정에서 경영권을 둘러싼 꼼수 논란으로 웅진그룹의 이미지는 나빠졌고, 계열사인 극동건설의 재무상황은 더욱 악화돼 유동성 위기에서 벗어나지 못해 또다시 법정관리를 선택해야만 했다.
실제 극동건설은 상반기 49억원의 당기순이익을 기록하며 호전되는 듯 보였으나 감당할 수 없는 규모의 부채는 부담이 될 수밖에 없었다.
특히 상반기말 기준 단기차입금은 4164억원으로 6개월 사이 751억원 늘었고, 앞으로 1년 이내 갚아야 할 차입금도 534억원으로 466억원이나 증가해 독자적으로 재정위기를 극복하기에는 역부족이었다.
웅진그룹측은 고강도 자구책을 통한 조기 정상화와 채권자, 고객들의 피해를 최소화하는데 만전을 기한다는 입장이다.
김기호 웅진그룹 홍보팀장은 "먼저 고객과 채권자들의 피해를 최소화하는데 온 힘을 쏟겠다"며 "법원의 관리를 받으며 조기 정상화를 위해 노력하겠다"고 밝혔다.
글로벌 경기침체와 주택시장 불황속에 14년 만에 두 번이나 법정관리를 선택할 수밖에 없었던 극동건설의 현실이 `법원도 만원`인 오늘날 우리 기업들의 현실을 여실히 보여주고 있다. 그로부터 2013년 극동건설은 계열사인 웅진그룹에서 벗어나 하나의 건설로 다시 부활했다.

## 같이 보기
- 대한건설협회
- 해외건설협회
- 국토교통부
- 건설워커